# Tusschenlanen
Tusschenlanen of Tusschen Laenen is een herenboerderij in de buurtschap Tussenlanen bij het Zuid-Hollandse Bergambacht. De buurtschap Tussenlanen is naar deze boerderij vernoemd. De boerderij is gebouwd op een T-vormige plattegrond met gele ijsselsteen en gedekt met strodaken. Volgens datering is de boerderij in 1661 gebouwd. De boerderij ligt op een donk. Het pand is een rijksmonument en staat in de 'Top 100 van de Rijksdienst voor de Monumentenzorg' uit 1990.

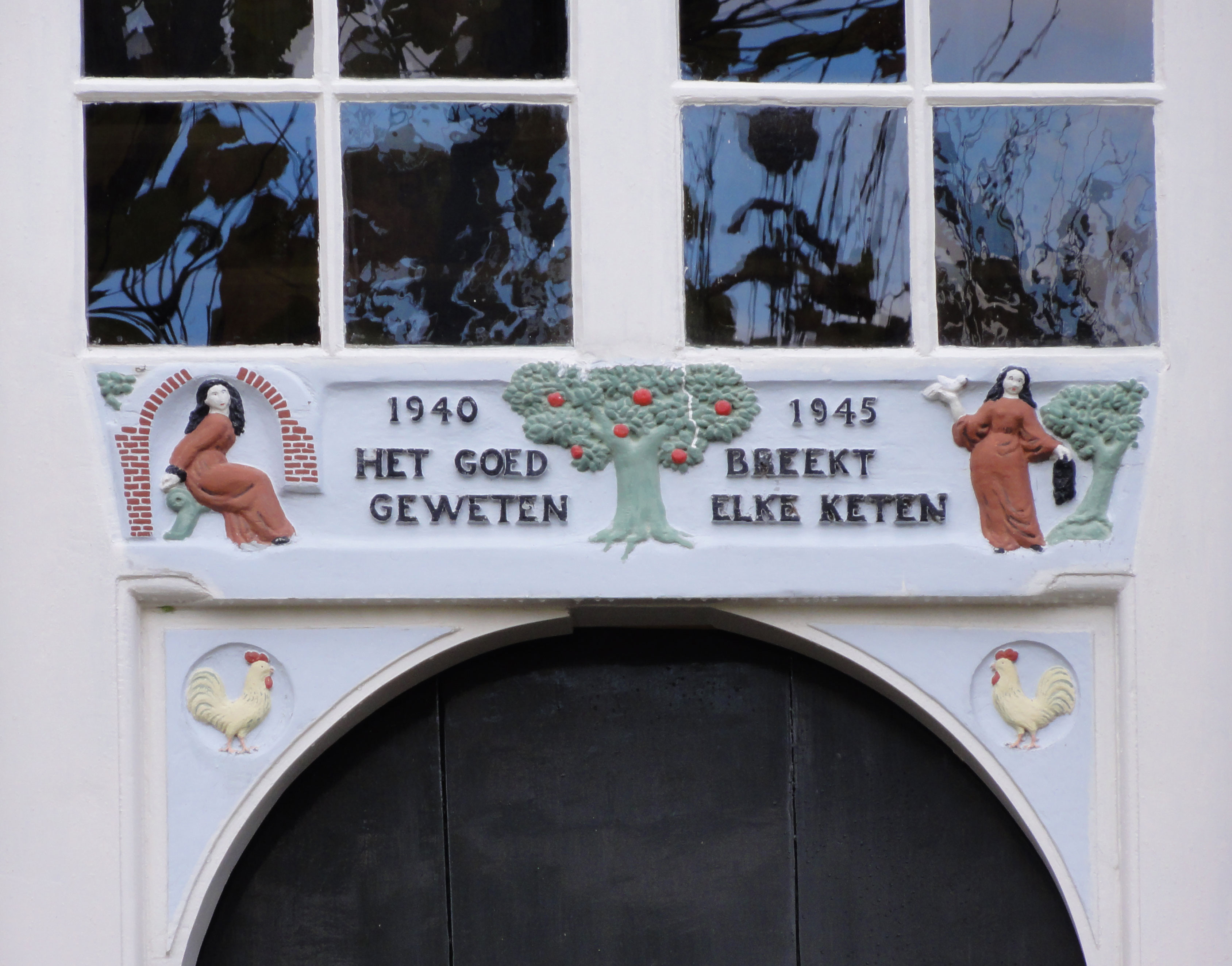
Reliëf ter herinnering aan de Tweede Wereldoorlog boven de toegangsdeur

Boven de toegangsdeur aan de voorzijde van de boerderij is een reliëf aangebracht ter herinnering aan de Tweede Wereldoorlog met de tekst "1940 1945 het goed geweten breekt elke keten". In het midden bevindt zich een appelboom, aan de linkerzijde een geketende vrouwenfiguur en aan de rechterzijde een vrouwenfiguur die van haar ketenen bevrijd is.